# El beso de la muerte (escultura)
El beso de muerte es una escultura de mármol que se encuentra en el Cementerio de Pueblo Nuevo, en Barcelona. La escultura ha sido atribuida a Jaume Barba, aunque otros la atribuyen a Joan Fontbernat. Muestra a la muerte en forma de un esqueleto alado dando un beso a un joven. 

## Contexto
La escultura se encuentra sobre la tumba del empresario textil Josep Llaudet Soler. Fue esculpida en 1930. El epitafio de la tumba, en la basa de la escultura contiene la siguiente inscripción: 
"Y su joven corazón no puede ayudar;
en sus venas la sangre se detiene y se congela 
y el ánimo perdido abraza la fe. 
Cae sintiendo el beso de la muerte.
Amén."
Versos del poeta catalán Jacinto Verdaguer.
Se cree que esta escultura inspiró El séptimo sello, de Ingmar Bergman.

## Imaginario
En vez de escoger un ángel alado para describir la muerte, el escultor escogió un esqueleto. El erotismo del beso es palpable desde el momento en el que se interpreta como la bienvenida por parte del joven a la muerte como pareja.  La escultura es, a la vez, romántica y terrorífica, lo que lleva a diferentes puntos de vista en los que la ven. Atrae y repele al mismo tiempo, el impulso del tacto se mezcla con las ganas de huir.